# Mona Grudt
Mona Grudt Bittrick (née le 6 avril 1971 à Hell dans le Stjørdal en Norvège) est une top model. Elle a été la première Norvégienne à obtenir le titre de Miss Univers 1990.

## Biographie
Pendant son règne, elle est apparue dans un épisode de Star Trek : La Nouvelle Génération.
Depuis, elle est l'égérie de la publicité norvégienne de Garnier.
En 2007 elle participe à la 3e saison de Skal vi danse?, la version norvégienne de Danse avec les stars.